# Медаль Военно-Воздушных сил (Великобритания)
Медаль военно-воздушных сил (англ. Air Force Medal) — военная награда, вручаемая нижним чинам вооруженных сил Соединенного Королевства и Стран Содружества. Он выдается за «акт или акты образцовой доблести во время полета, при этом не обязательно соприкосновение с противником». Эта награда была упразднена в 1993 году, когда все чины получили право на получение Креста ВВС в рамках реформы британской системы наград. К медали возможно добавление подвесок, надеваемых на ленту. Они присуждаются кавалерам медали за дальнейшее проявление актов образцовой доблести. С 1979 года появилась возможность награждать этой медалью посмертно.

## История
Медаль была учреждена, вместе с крестом ВВС 3 июня 1918 года. Медалью ВВС награждаются те ранги, которые не имели права на получение Креста ВВС, которым награждались офицеры и прапорщики, хотя последние также могли быть награждены медалью. Медаль военно-воздушных сил занимала место в порядке старшинства, между медалью «За выдающиеся лётные заслуги» и медалью Королевы за отвагу.
К награде возможно добавление подвесок, надеваемых на ленту. Они присуждаются за дальнейшее проявление актов образцовой доблести.
Получатели Медали ВВС имеют право использовать после имени аббревиатуру «AFM».
Первые данные о награждениях этой медалью появились в The London Gazette 3 июня 1918 года. Первыми награждёнными стали:
сержант Сэмюэл Джеймс Митчелл и сержант Фредерик Чарльз Такер
Первые данные о награждениях планками к медали ВВС появились в The London Gazette 26 декабря 1919 года. Подвески получили два сержанта из Австралийского летного корпуса, они были награждены за проведение перелета из Лондона в Австралию:
Сержант Джеймс Маллет Беннетт
Сержант Уолтер Генри Шиерс
С 1979 года появилась возможность награждать посмертно, до этого наградить посмертно можно было лишь крестом Виктории.
В 1993 году медаль была упразднена в рамках пересмотра британской системы наград, которая отменила различия в рангах в отношении наград За храбрость.
Награда также использовалась странами Содружества, но к 1990-м годам большинство из них, включая Канаду, Австралию и Новую Зеландию, создали свои собственные системы наград и перестали использовать британские награды.

## Описание
Медаль военно-воздушных сил представляет собой овальную серебряную медаль шириной 35 мм и длинной 41 мм.
На аверсе медали изображен правящий монарх.
- Король Георг V с непокрытой головой (вариант использовался с 1918 по 1929 год)
- Король Георг V в короне и мантиях (вариант использовался с 1930 по 1937 год)
- Король Георг VI с надписью «IND:IMP:» (индийский император) (вариант использовался с 1938 по 1949 год)
- Король Георг VI без надписи «IND:IMP:» (вариант использовался с 1949 по 1953 год)
- Королева Елизавета II (вариант использовался с 1953 по 1993 год)

Три наиболее распространенных дизайна аверса:

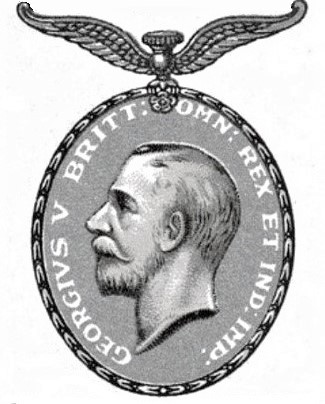
Георг V 1918-30
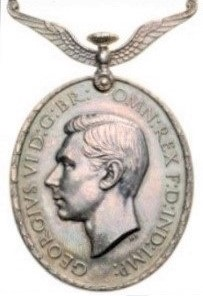
Георг VI 1938-49
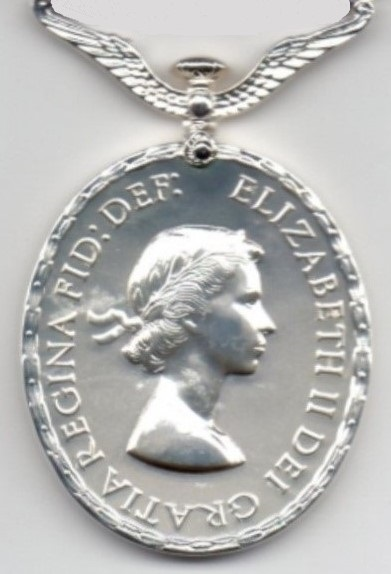
Елизавета II 1953-93

На реверсе изображен Гермес, обращенный головой вправо, восседающий на ястребе в полете и дарующий венок.  Дата "1918" была выбита позади Гермеса на версиях медали с изображением короля Георга VI и королевы Елизаветы II.
Дальнейшие награды обозначаются подвеской, на которой изображен орёл с распростертыми крыльями.
Все награды имеют имя и служебные данные получателя, выгравированные на ободке.
Лента имеет ширину 32 миллиметра и состоит из чередующихся красных и белых полос шириной по 2 миллиметра, наклоненных на 45 градусов влево. Красная полоса должна появиться в нижнем левом и верхнем правом углах, если смотреть на грудь владельца. До 1919 года полосы были горизонтальными.
| Лента Медали ВВС | Лента Медали ВВС | Лента Медали ВВС           |
|                  | Медаль ВВС       | Медаль ВВС с одной планкой |
| ---------------- | ---------------- | -------------------------- |
| 1918-1919        |                  |                            |
| 1919-1993        |                  |                            |

## Количество награждённых
Между 1918 и 1993 годом было произведено примерно 942 награждения медалями и 10 подвесками к ним.
| Годы      | Медали | Подвески |
| --------- | ------ | -------- |
| 1918—1919 | 102    | 2        |
| 1920—1929 | 48     | 3        |
| 1930—1937 | 20     | -        |
| 1938—1939 | 38     | -        |
| 1940—1945 | 259    | -        |
| 1946—1952 | 175    | -        |
| 1953—1993 | 300    | 5        |
| Всего     | 942    | 10       |

Список включает в себя награды, вручённые пилотам Воздушных сил флота и Армейской авиации. Также пятнадцать наград получили лётчики других стран, одну в 1919 году и 14 во время Второй мировой войны. Также Медаль ВВС в период с 1919 по 1932 год могли получить и гражданские лица (за это время им присвоены 3 награды).